# Nedre Döveltjärnen
Nedre Döveltjärnen är en sjö i Piteå kommun i Norrbotten och ingår i Lillpiteälvens huvudavrinningsområde.